# Даріо Кастелло
Д̀аріо Каст̀елло (італ. Dario Castello) (здогадно Венеція — здогадно Венеція між 1644 та 1658) — італійський композитор раннього бароко, один з останніх представників венеційської школи, відіграв значну роль у трансформації канцони у сонату.

## Біографія
Немає достотної інформації ані щодо місця та дати народження Даріо Кастелло, ані щодо місця та дати його смерті; припускається, що він народився і помер у Венеції, де розгорталася більша частина його кар'єри. Також існує припущення, що він помер під час великої пошесті 1630 року, оскільки у подальшому не з'являлося його публікацій; у будь-якому разі, можна з певністю сказати, що на 1658 рік його скін вже настав, оскільки у цьогорічному Антверпенскому перевиданні його «Другої книги сонат» він зветься «покійний Даріо Кастелло» («fu Dario Castello»). 
Відомо, що він був блискучим скрипалем і, можливо, братом Франческо Кастелло, композитора та скрипаля-віртуоза (помер у Дрездені у 1631 році). 
У назві першого тому «Sonate Concertate», опублікованої у 1627 році, Кастелло називається Голова Товариства Муз̀ик Духових інструментів у Венеції (Capo di Compagnia de Musichi d'Instrumenti da fiato in Venetia, а у другому томі (1629), Муз̀ика найяснішої сіньйорії Венеції у Соборі святого Марка, та Голова Інструментального Товариства (Musico Della Serenissima Signoria di Venetia in S.Marco, & Capo di Compagnia de Instrumenti). Таке ж звання знаходиться у венеційському перевиданні 1644 року. З цього видно, що він перебував на службі у музичній капелі Базиліки Сан Марко, де капельмейстерував Клаудіо Монтеверді.
Крім того існують деякі сліди інших інструменталістів з іменем Кастелло, що працювали у венеційській капелі і можливо були родичами Даріо.

## Музика та стиль
Даріо Кастелло був першорядною фігурою у музичному житті перших десятиліть XVII століття, зокрема у венеційській школі, що квітла довкола Клаудіо Монтеверді. Як можна судити з назв його збірок, він майже цілковито присвятив себе інструментальній сонаті.
Нашого часу дісталося 29 композицій Даріо Кастелло. Його музика відрізняється вигадливістю та блискучою, витонченою технікою. Твори складаються з поліфонічних розділів, що чергуються з драматичними речитативами на basso continuo, відповідно до назви публікації in stil moderno (у модерному стилі); однак він також послугувався і технікою старих форм канцон, у яких використовувалися короткі надзвичайно контрастні секції, що змінювалися ліричними мелодіями. Кастелло також вказував, які інструменти мали б виконувати партії у творах: корнети, скрипки, sackbut (ренесансовий та бароковий тромбон) та дульціани (різновид старовинних фаготів). 
Він був першим композитором, що згрупував у одній збірці інструментальні твори названі «sonate concertate»; до нього, як і у подальшому, сонати входили до збірок, що складалися з різноманітних інструментальних композицій — наприклад, оп. 8 Б'яджо Маріні Сонати, симфонії, пассемедзі, балети, кураннти, ґальярди, ритурнелі на 1.2.3.4.5. & 6 голосів, для будь-якого роду інструментів, Венеція 1629. Збірки його сонат перевидавалися до 1658 року, що свідчить про впливовість його як композитора та важливість його творчості для історії музики.

## Твори
- Sonate Concertate in Stil Moderno a 2 & 3 voci, Libro I, Венеція, 1621
- Sonate Concertate in Stil Moderno Per Sonar nel Organo overo Clavicembalo con diversi Instrumenti. A 1.2.3., & 4. Voci, Libro II, Венеція, 1629
- Exultate Deo a una voce con basso continuo (мотет Exultate Deo на один голос з генерал-басом, у збірці Ghirlanda Sacra scielta da diversi eccellentissimi Compositori de varij Motetti à Voce sola. Libro primo Opera Seconda per Leonardo Simonetti Musica nella Capella del Ser.mo Principe di Venetia in S. Marco Венеція, 1625, перевидання: Венеція, 1636)

## Дискографія
- Dario Castello — In Stil Moderno, Ensemble La Fenice, The heritage of Monteverdi vol. IV, Ricercar 206422
- The Floating City, His Majesty's Sagbutts and Cornetts, Hyperion CDA67013 [Архівовано 30 вересня 2007 у Wayback Machine.].
- Viaggio Musicale, Il Giardino Armonico, Teldec 8573825362.
- Dario Castello Sonate, Ensemble La Capriola, Mieroprint EM 6005.

## Bibliografia
- F. Torrefranca, G. B. Platti e la sonata moderna, Milano 1963, p. 129
- A. Moser, Gesch. des Violinspiels, I, Tutzing 1966, pp. 71 s., 242
- F. Abbiati, Storia della musica, II, Milano 1968, pp. 233, 235 s., 245
- Storia della musica di Oxford, IV, 2, Milano 1969, ad Indicem
- Eleanor Selfridge-Field, Dario Castello: A Non-Existent Biography, Music and Letters, LIII/2 (1972)
- Eleanor Selfridge-Field, La musica strumentale a Venezia da Gabrieli a Vivaldi, ed. Torino, ERI, 1980. ISBN 8839703403

## Зовнішні посилання
- Друга соната Даріо Кастелло (Sonata Seconda - YouTube
- Даріо Кастелло - Соната 4 [Архівовано 13 лютого 2021 у Wayback Machine.] Il Giardino Armonico - YouTube]
- Вільні ноти авторства Даріо Кастелло на сайті International Music Score Library Project (IMSLP)
- Ноти в архіві Werner Icking Music Archive